# Dmitri Polyanin
Dmitri Borisovich Polyanin (tiếng Nga: Дмитрий Борисович Полянин; sinh ngày 30 tháng 3 năm 1980) là một cầu thủ bóng đá người Nga. Anh thi đấu cho FC Olimpiyets Nizhny Novgorod.